# Martin Erythropel
Martin Erythropel (* 1610 in Hannover; † 1. Juni 1655 ebenda) war ein deutscher evangelischer Theologe.

## Leben
Sein Vater war der bekannte Theologe Rupert Erythropel, der die hannoversche Gelehrtenfamilie Erythropel begründete. Martin Erythropel studierte nach dem Besuch der altstädtischen Schule in Hannover und des Martineums in Braunschweig an den Universitäten Helmstedt und Marburg Theologie, wurde 1632 Magister und wenig später Major der Stipendiaten. 1634 trat er eine Stelle als Stadtprediger in Darmstadt an, wurde kurz darauf als Hofprediger und Kircheninspektor nach Butzbach berufen und war ab 1648 nassau-saarbrückischer Hofprediger und Generalsuperintendent in Idstein. Er starb auf einer Besuchsreise in Hannover.

## Werke
- Pathologia Christi prophetica (Marburg 1640).
- Thesaurus connubialis (Marburg 1641).
- Ehrengedächtnis Landgraf Philipp III. zu Butzbach (Frankfurt am Main 1647).